# アレクサンドラ (ユーゴスラビア王妃)
アレクサンドラ（セルビア語表記：краљица Александра Карађорђевић, ギリシャ語表記：Αλεξάνδρα, Bασίλισσα της Γιουγκοσλαβίας, 1921年3月25日 - 1993年1月30日）は、ユーゴスラビア王ペータル2世の妃。

## 略歴
ギリシャ王アレクサンドロス1世と、貴賤結婚した妻アスパシア・マノスの長女として生まれた。アレクサンドラの誕生する5ヶ月前に、父は破傷風で急逝していた。ギリシャ王室では君主家系出身でない女性との結婚を禁止しており、アレクサンドラは庶子とされた。祖母ソフィア王妃の働きかけにより、1922年に王室法は変えられ、王族でないアスパシアとアレクサンドロスの結婚は正統なものと認められ、アレクサンドラは嫡出子となった。しかし母アスパシアは王妃とは呼ばれず、アレクサンドラと同じ「ギリシャとデンマークの王女」の称号のみを授けられた。
1924年に王政が廃止され、共和制へと移行したため、母アスパシアとともにギリシャを出国。1935年にパリに定住するまで、イギリスやイタリアへの移住を繰り返した。同じく亡命生活を送っていた父の従弟にあたるフィリッポス王子（後のエディンバラ公）とは同い年であり、また同じ親族の家に身を寄せることもあったため親しかったという。

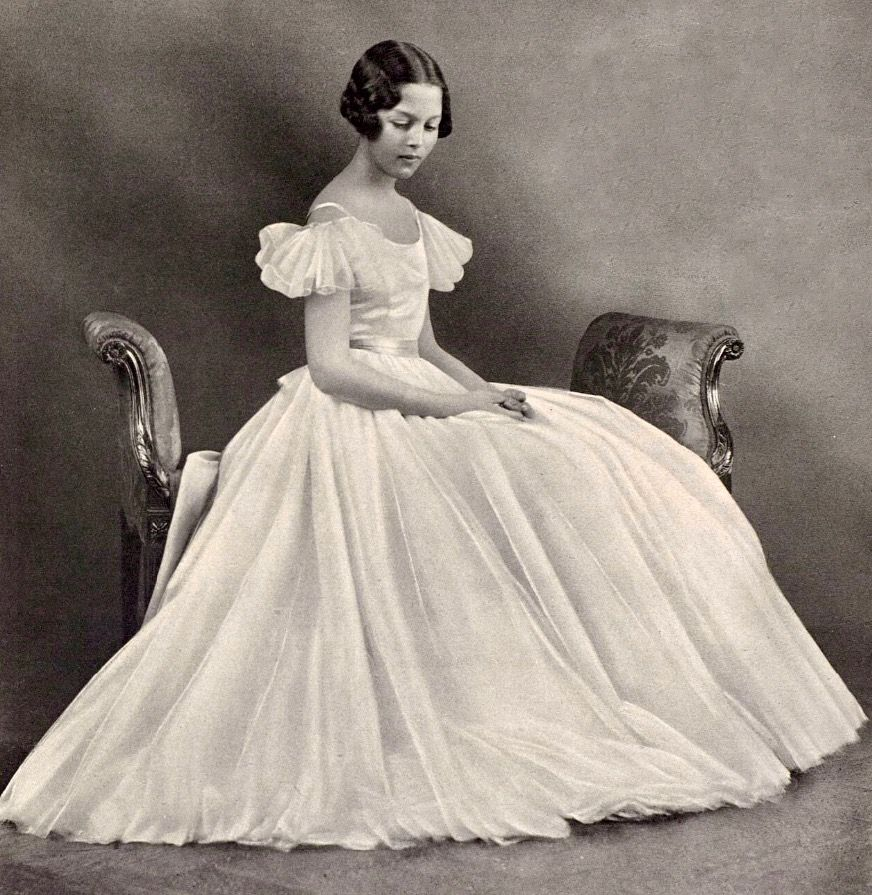
少女時代のアレクサンドラ

アレクサンドラの写真を見て一目ぼれしたというアルバニア国王ゾグー1世から求婚されるが、伯父のゲオルギオス2世はアレクサンドラが若すぎることを理由に、これを断った。
1944年、ペータル2世と結婚。結婚式には花婿介添人を務めたジョージ6世やエリザベス王妃の他、当時ロンドンに亡命していた各国の王族が参列した。翌1945年7月、ロンドンのホテル、クラリッジズのスイートルームで長男アレクサンダルを出産。
1945年11月9日にペータルは共産主義政権により国を追われ、王室財産も差し押さえられたため、一家はアレクサンドラの持っていた宝石を売り払って生計を立てることになった。アメリカに移住し、ペータルは事業を興そうとしたが上手くいかず、次第に夫婦の仲は冷え込んだものとなった。アレクサンドラは息子とともにヨーロッパに戻ることに決め、イギリスに身を落ちつけた。1960年に自叙伝『For a King's Love』を出版している。
1950年代、伝記作家ヒューゴー・ヴィッカースによると、アレクサンドラは、経歴不明のハンガリー人銀行家アールパード・プレシュチと長く関係があった。彼は、亡命中の元国王夫妻を経済的に援助していた。
アレクサンドラは、1993年にイギリスのイースト・サセックス州で亡くなり、ギリシャ王室別荘のあるタトイに葬られた。2013年、アメリカ合衆国イリノイ州に埋葬されていた夫ペータル2世の改葬とともに、アレクサンドラの棺もセルビア・トポラのオプレナツ教会（聖ジョルジェ教会）にあるカラジョルジェヴィチ家の大霊廟に改葬されることとなり、5月9日に棺がベオグラードに移された。
5月26日に、セルビア王族、トミスラヴ・ニコリッチ大統領やイビツァ・ダチッチ首相ら政府関係者、ヨルダン国王アブドゥッラー2世やケント公爵エドワード王子など海外の王族らが参列し、ペータル2世らの棺とともに大霊廟に改葬された。
母アスパシアの実家マノス家はファナリオティスの一族であり、当時アレクサンドラは、近代ギリシャ人の血をひく唯一のギリシャ王族だった。